# Монастырь Иоанна Крестителя
Монастырь Иоанна Крестителя (груз. გარეჯის ნათლისმცემლის მონასტერი), также известный как монастырь Святого Иоанна, является историческим и архитектурным памятником в монастырском комплексе Давид-Гареджи, расположенном в регионе Кахети, в 60 км к юго-востоку от Тбилиси, на грузинско-азербайджанской границе.

## История
Фундамент монастыря Натлисмцемели, расположенного в 12 км к западу от Давидо-Гареджийского плато, согласно церковному преданию, был заложен Лучианой, ученицей Давида Гареджийского, в конце VII века.

## Архитектура
Монастырь высечен в скальном массиве, сложенном из песчаников морского происхождения. Среди построек выделяется необычайно высокая и просторная главная церковь. К северу пристроена небольшая кладовая, которая соединена с главным залом двумя арками. Перед алтарем находится рака 2-й половины XVIII века. К югу от главной церкви находится ещё одна небольшая церковь, попасть в которую можно по лестнице, высеченной в скале. У входа в главный храм расположена башня и колокольня, построенная над воротами. В интерьере сохранились фрески VIII—XIV вв. с портретами исторических лиц, в том числе портрет царицы Тамары.

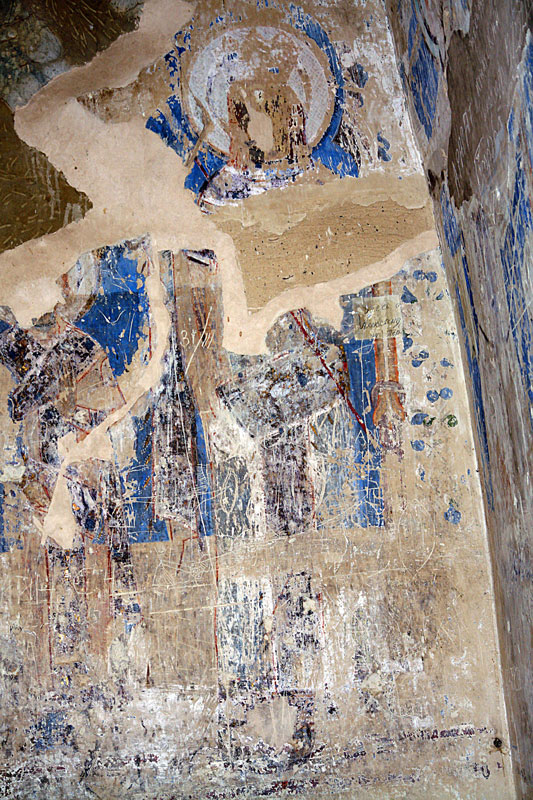
Монастырские фрески
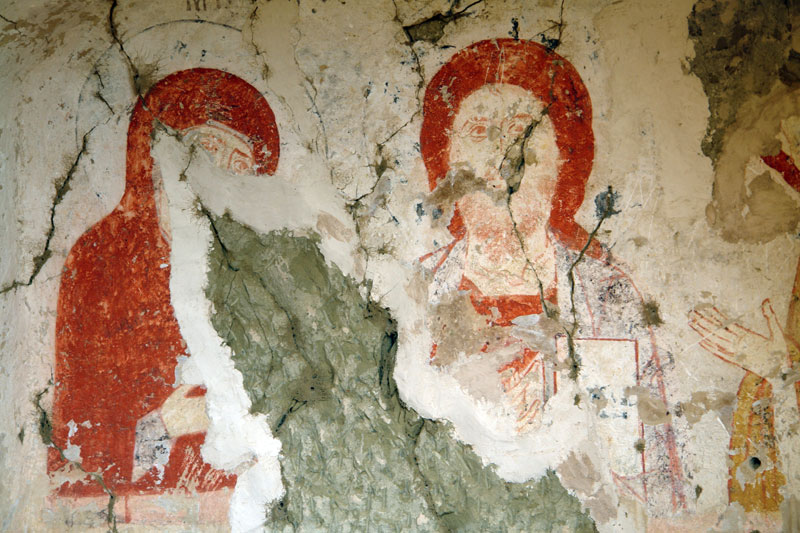
Монастырские фрески
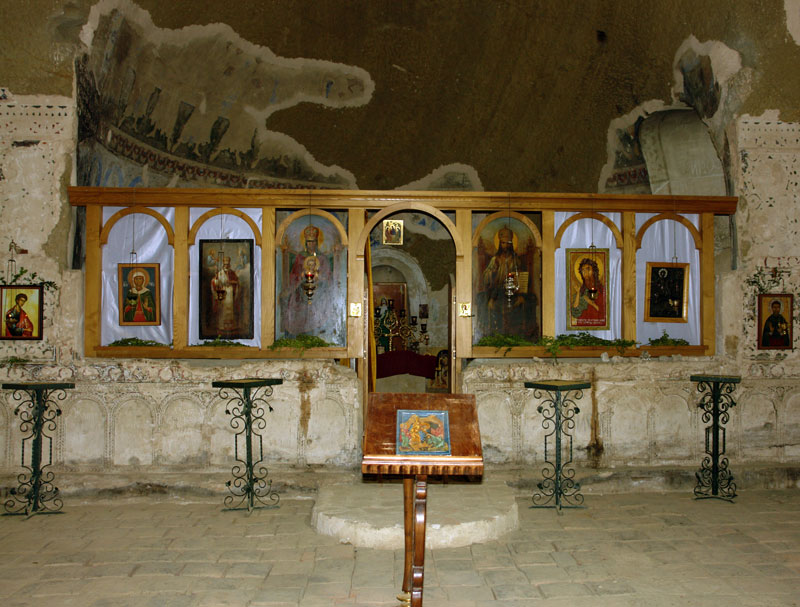
Главная церковь